# غيلبرت ري
غيلبرت ري (مواليد 30 أكتوبر 1930) هو لاعب كرة قدم. يلعب مع منتخب سويسرا لكرة القدم. سبق له أن لعب في كأس العالم لكرة القدم مع منتخب بلاده.

## روابط خارجية
- غيلبرت ري على موقع قاعدة بيانات كرة القدم.إي يو (الإنجليزية)
- غيلبرت ري على موقع ناشيونال فوتبول تيمز (الإنجليزية)
- غيلبرت ري على موقع عالم كرة القدم.نت (الإنجليزية)